# Ctenocalops fossifrons
Ctenocalops fossifrons är en stekelart som först beskrevs av Morley 1919.  Ctenocalops fossifrons ingår i släktet Ctenocalops och familjen brokparasitsteklar. Inga underarter finns listade i Catalogue of Life.